# Joseph Baermann Strauss
Joseph Baermann Strauss (9. ledna 1870 Cincinnati, Ohio – 16. května 1938 Los Angeles, Kalifornie) byl americký konstrukční inženýr, který způsobil převrat v návrzích sklápěcích mostů. Byl také hlavním inženýrem visutého mostu Golden Gate Bridge.

## Životopis
Narodil se v Cincinnati v umělecké rodině původních německých židů. Matka byla klavíristka a otec, Raphael Straus byl spisovatel a malíř. Jeho matka měla nehodu, která nakonec ukončila její koncertní kariéru. V roce 1892 absolvoval univerzitu v Cincinnati. Zde působil jako třídní poet a prezident, také byl členem bratrstva Sigma Alpha Epsilon. Univerzitní vzdělání dokončil s titulem z civilního inženýrství. Měl mnoho koníčků. Jeden z nich zahrnoval poezii. Po dokončení mostu Golden Gate se vrátil ke své poetické vášni a napsal svou nejznámější báseň "The Mighty Task is Done". Dalšími jeho díly byly The Redwoods a Sequoia Joseph Strauss, která je stále k mání pro turisty v Národním parku Redwood
Zemřel v Los Angeles, rok po dokončení mostu Golden Gate u něhož se na pravé straně nachází jeho památník. Byl pohřben ve Forest Lawn Memorial Parku v Glendale, v kryptě č. 6281. ,

## Časná kariéra a sklápěcí most
Během studií na vysoké škole byl hospitalizován. Jeho nemocniční pokoj měl výhled na most John A. Roebling Suspension. To vzbudilo jeho zájem o mosty. Po absolvování univerzity v Cincinnati pracoval v kanceláři společnosti Ralph Modjeski, která se specializovala na stavbu mostů. V té době byly sklápěcí mosty postaveny s nákladnými železnými protizávažími. Ve společnosti navrhl použití levnějších betonových protizávaží namísto železa. Když jeho návrhy byly zamítnuty opustil firmu a založil v Chicagu svoji vlastní firmu Strauss Bascule Bridge Company, kde způsobil revoluci v konstrukci sklápěcích mostů.

## Návrh mostů
Byl návrhářem mostu Burnside Bridge v Portlandu a mostu Lewis and Clark nad řekou Columbii. Spolupracoval se společností Dominion Bridge Company při stavbě mostu Cherry Street Strauss Trunnion Bascule Bridge v Torontu. V roce 1912 navrhl železniční most HB&T přes řeku Buffalo Bayou v Houstonu. Jeho návrh se dostal do Norska, kde byl postaven sklápěcí železniční most ve Skansenu. Byl hlavním inženýrem mostu Golden Gate v San Francisku při jehož projektování čelil mnoha problémům. Musel zajistit zdroje financí a podporu pro stavbu mostu od občanů i armády Spojených států amerických. Došlo také k inovacím ve způsobu, jakým byl most konstruován. Most musel překonat jednu z největších vzdáleností, kterou kdy do té doby jakýkoliv jiný most dosahoval a dosáhnout výšky, která také nebyla běžná u jiných mostu té doby. Při stavbě bylo použito sítí, které byly umístěné pod stavbou mostu. Tato síť zachránila celkem 19 životů dělníků. Za konstrukci mostu byl odpovědný inženýr Charles Alton Ellis, ale kvůli sporům se Strausem se mu v roce 1937 v době otevření mostu nedostalo uznání. Informace, které připisují zásluhy Ellisovi, se poprvé objevily až v roce 2012.

### Ostatní mostní díla
- FEC Strauss Trunnion Bascule Bridge
- Isleton Bridge
- Johnson Street Bridge
- železniční most Kinzie Street
- sklápěcí most Mystic River
- St. Charles Air Line
- Lewis and Clark
- Thames River
- Outer Drive
- HX Draw
- Lefty O'Doul